# Hans Baron
Hans Baron (Berlin, 22 juin 1900 – 26 novembre 1988) est un historien américano-allemand de la pensée politique et de la littérature de la Renaissance italienne.
Dernier assistant d'Ernst Troeltsch à Berlin, il assure la publication du tome IV des Gesammelte Werke du philosophe après son décès. En 1924, il consacre un essai à la compréhension de l'Etat de Jean Calvin. D'origine juive, il fuit l'Allemagne hitlérienne pour l'Italie et l'Angleterre avant de gagner les Etats-Unis en 1938. Il en devient citoyen en 1945. Il devient chercheur à la Newberry Library de Chicago, poste qu'il occupe jusqu'à sa retraite en 1970. 
Sa principale contribution à l'historiographie de la période est d'introduire en 1928 le terme d'« humanisme civique », désignant la majeure part, sinon la totalité du contenu du républicanisme classique.

## Sources
- (en) Cet article est partiellement ou en totalité issu de l’article de Wikipédia en anglais intitulé « Hans Baron » (voir la liste des auteurs).